# Matías Duque
Matías Duque de Estrada (Saldaña, 1632 - id., 8 de septiembre de 1699), escritor barroco español del siglo XVII, pariente del también escritor Diego Duque de Estrada.

## Vida y obra
Nació en Saldaña en 1632, hijo de Antonio y Catalina, fue bautizado en la iglesia de San Miguel.
Fue párroco de la iglesia de Santo Tomás de Toro, beneficiado de Baldano, en la diócesis de Osuna, vicario de los arciprestazgos de Loma y Vega de Salgaña, y párroco de la iglesia de San Miguel de Saldaña, desde 1665 hasta su muerte en 1699.
Escribió en 1699 Flores de Dichos y Hechos sacados de varios y diversos Autores, cuyo manuscrito se conserva en la Biblioteca Nacional de Nápoles. Se trata de una miscelánea de prosas y versos extraídos de numerosas fuentes, en especial de escritores clásicos. Entre ellas hay algunos poemas del propio Matías Duque. Es importante también por la abundancia de detalles históricos. La obra fue editada modernamente en Valencia (Imp. Antonio López y Cía. 1917) y ha sido usada por muchos hispanistas como fuente, en particular Eugenio Mele, E. Teza, A. Miola y Karl Vollmöller. Últimamente Francisco Javier Serna ha descubierto otra obra compuesta por él, Noches buenas de Saldaña, que también pertenece a ese género.